# Marie-Jeanne Guillén Ramírez
Marie-Jeanne Guillén Ramírez (Orihuela, 27 décembre 1575 - Orihuela, 2 juin 1607) est une religieuse augustine espagnole reconnue vénérable par l'Église catholique.

## Biographie
Elle naît le 27 décembre 1575 à Orihuela dans le Royaume de Valence (maintenant en Espagne dans la province d'Alicante), elle est baptisée le lendemain et reçoit les prénoms d'Eléonore-Jeanne. Dès sa jeunesse, elle aime la solitude et la prière, passant de longues heures en oraison. Vers dix ans, lors de sa première communion, elle fait vœu de virginité. Malgré cela, sa mère a la ferme intention de la marier et essaie de faire fléchir sa fille, qui résiste. Elle se coupe les cheveux, s'habille très modestement, porte un cilice, reste de longues heures à l'église, et jeûne souvent au pain et à l'eau. Devant tant de détermination, sa mère finit par accepter qu'elle entre au couvent.
Après avoir hésité entre différentes communautés, Eléonore choisit le monastère saint Sébastien des sœurs augustines d'Orihuela. Elle y entre le 15 mai 1597, prend l'habit religieux et abandonne son prénom pour celui de Marie-Jeanne. Elle fait sa profession religieuse l’année suivante.
Le silence favorise son attrait pour le recueillement, car à part les heures qu’elle donne au travail manuel, à la lecture, aux repas et au sommeil, elle passe toute sa journée au chœur ayant une dévotion particulière pour les Plaies du Christ et le Sacré-Cœur de Jésus (avant les visions de Marguerite-Marie Alacoque). Selon son biographe, elle a de fréquentes visions de Jésus, de la Vierge, et de saint Jean. Les sœurs sont aussi persuadées qu’elle a le don de lire dans les cœurs car elle dévoile leurs peines de conscience pour leur en indiquer la solution.
Elle tombe malade le 6 août 1606 et doit s’aliter le 5 novembre suivant. Elle décède le 2 juin 1607. Toute la ville d'Orihuela tient à lui faire de superbes funérailles car on la considère déjà comme une sainte.

## Culte
En 1616, son corps est déposé dans l'église du monastère à la demande des Pères Augustins et des notables de la ville d'Orihuela. En même temps, le procès de béatification est ouvert et terminé en 1619. L'évêque d'Orihuela envoie un chanoine à Rome pour porter une copie du procès mais le commissionnaire meurt sur le chemin et on perd la trace du dossier. En 1857, la supérieure du couvent d'Orihuela tente de relancer la cause mais Rome lui demande les pièces du procès diocésain. On cherche de fond en comble dans les archives du monastère, à l'évêché et dans d'autres couvents sans résultat.
En 1886, une sœur demande de faire de nouvelles investigations mais les autres religieuses sont convaincus que le procès est perdu. Elle obtient finalement la permission de faire des recherches et retrouve le dossier dans un vieux sac poussiéreux. Marie-Jeanne Guillén Ramírez est reconnue vénérable le 19 novembre 1970 par le pape Paul VI.